# Lexi Randall
Lexi Faith Randall (* 1. Januar 1980 in Houston, Texas) ist eine US-amerikanische Schauspielerin.

## Karriere
Ihr Schauspieldebüt gab Randall 1990 in dem Filmdrama Der lange Weg. In den 1990er Jahren wirkte sie als Kinderdarstellerin in mehreren Spiel- und Fernsehfilmen mit. Bekannt wurde sie vor allem durch ihre Rolle als Klara in dem Fernsehfilm Heidi. Ihre bislang letzte Rolle hatte Randall 1999 in dem Film Winters End – Wiederkehr der Liebe.

## Filmografie (Auswahl)
- 1990: Der lange Weg (The Long Walk Home)
- 1990–1991: Mann muss nicht sein (Designing Women, Fernsehserie, fünf Episoden)
- 1990: Ein Meer für Sarah
- 1991: Ich will meine Kinder zurück (Fernsehfilm)
- 1992: Sarah zwischen Land und Meer
- 1993: Heidi (Fernsehfilm)
- 1995: Das Baumhaus
- 1995: Der wunderliche Mr. Cox
- 1999: Winters End – Wiederkehr der Liebe